# Communauté de communes Beaucaire-Terre d'Argence
Communauté de communes Beaucaire-Terre d'Argence je společenství obcí (communauté de communes) v departementu Gard v regionu Languedoc-Roussillon. Vzniklo 20. listopadu 2001. Sídlem je obec Beaucaire.

## Členské obce
- Beaucaire
- Bellegarde
- Fourques
- Jonquières-Saint-Vincent
- Vallabrègues